# 伊五十二型潛艦

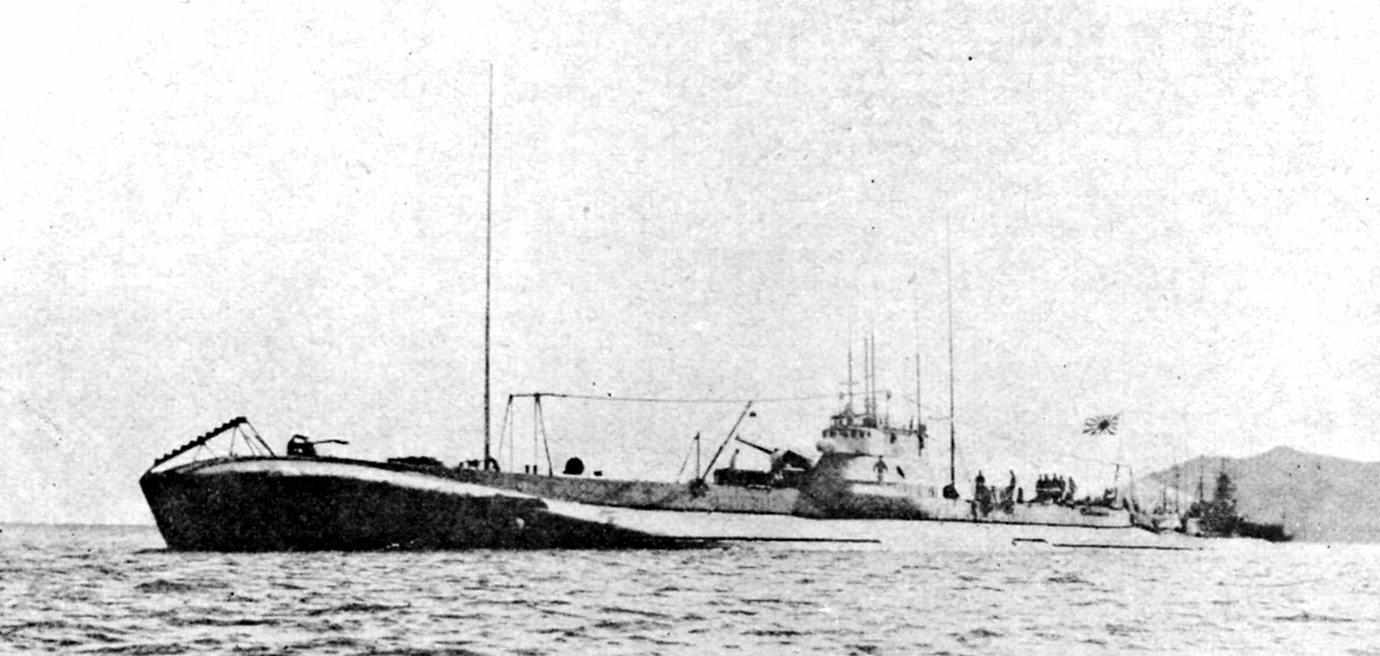
伊號第五五潛艇 (II)

伊五二型潛艇（西方稱為C3 Type）是大日本帝國海軍的潛艦型號。又名海大丙型。本艦級的潛艦共建造了3隻，於1943年末至1944年上半期竣工，除了伊號第五三潛艇以外2隻皆沉沒。（伊號第五二潛艇是於前往德國時沉沒。）基於伊一六型潛艇設計加以改良，水中排水量減少但續航力大增。從事商船破壞與軍艦的攻撃。

## 諸元
- 全長：108.70米
- 全幅：9.30米
- 排水量：水上2095噸、水中2644噸
- 最大速度：水上17.7節、水中6.5節
- 水中航續距離：194km(105海里)/3節
- 水上航續距離：38850km(21000海里)/16節
- 武裝：53cm魚雷發射管×6、14cm砲×2、25mm機銃×2、魚雷×17

## 同型艦
- 伊號第五二潛艇 (II)
- 伊號第五三潛艇 (II)
- 伊號第五五潛艇 (II)